# أوكتافيو غوزمان
أوكتافيو غوزمان (بالإنجليزية: Octavio Guzman)‏ (26 نوفمبر 1990 بغوادالاخارا في المكسيك - ) هو لاعب كرة قدم أمريكي في مركز الوسط. لعب مع نادي ساكارامينتو ريببلك.

## وصلات خارجية
- أوكتافيو غوزمان على موقع قاعدة بيانات كرة القدم.إي يو (الإنجليزية)